# 名字拝領
名字拝領（みょうじはいりょう）とは、近世の日本において、家臣が主君の名字や家名を賜って公的に名乗るのを許されること。
元々は、一字拝領 （主君から見れば一字書出や名字書出など）によって諱のやりとりをすることで主君と家臣の間に擬制的父子関係を結んだことの派生であると考えられ、一代限りではなく子孫にわたる恩典であることから一字拝領以上の名誉と考えられるようになった。また、名字拝領を受けられる家は既に代々一字拝領を受けられる待遇を得ている家であることが多く、一字拝領の儀式は改めて名字拝領の事実を再確認する場ともなった。更に、武士社会では家中内部で婚姻や養子縁組が繰り返されたことで、他の家名を名乗ってはいても実は主君と血縁関係を持つという事例が珍しくなくなり、主君側も名字を与えることへの抵抗感が減少したのも背景にあったと考えられている。
名字拝領を大規模に行った人物として豊臣秀吉が知られ、天正13年（1585年）に関白就任以降、諸大名に家名である「羽柴」を与え、特に重要な家には本姓である「豊臣」を授けた（本姓を与えた例は「秀吉」以外にはほとんどみられない）。
他に安土桃山時代で名字拝領を行った大名として蒲生氏郷が有名である。
蒲生郷成や蒲生郷喜や蒲生郷舎や蒲生郷安や蒲生頼郷は、九州平定で武功を挙げたことにより蒲生姓および「郷」の偏諱を賜ったものである。
徳川家康以降の徳川将軍も有力な外様大名などに徳川の旧家名である「松平」を授け、諸大名の間でも重臣などに家名を授けることが増加するが、形式的手続として家臣側の出願を受けて賜与する体裁を取ることが多かった。